# ライアン・エッゴールド
ライアン・エッゴールド（Ryan Eggold,  1984年8月10日 - ）は、アメリカ合衆国の俳優である。

## 来歴
1984年、カリフォルニア州レイクウッドに生まれる。2002年に同州の高校を卒業後、南カリフォルニア大学へ進学して演劇を学んだ。2006年に、テレビシリーズの『Related』の端役として出演してデビュー。それ以降はテレビを中心にキャリアを重ねていった。2008年からは『ビバリーヒルズ青春白書』のリブート版でもある『新ビバリーヒルズ青春白書』に準レギュラーとして出演したあたりから重要な役柄を演じるようになり、2013年から出演したジェームズ・スペイダー主演のクライムドラマ『THE BLACKLIST/ブラックリスト』で、主人公の影のある夫トム・キーンを演じたことにより一躍スターダムに躍り出た。
2018年にはNBC制作の医療ドラマ『ニュー・アムステルダム 医師たちのカルテ』で、主役に抜擢されている。また映画においてはスパイク・リーが監督と脚本を務め、実話を基に制作された『ブラック・クランズマン』へも出演しており、作中では白人至上主義に傾倒するKKKのメンバーの一員を演じた。

### 私生活
役者として活躍する一方で、自身で曲を書いたり、ギターなどの音楽活動も行っている。2017年12月には『THE BLACKLIST/ブラックリスト』のプロモーションで初来日も果たした。

## 出演作品

### 映画
| 公開年 | 邦題 原題                                                               | 役名                       | 備考             |
| ------ | ----------------------------------------------------------------------- | -------------------------- | ---------------- |
| 2008   | Con: The Corruption of Shawn Helm                                       | ショーン・ヘルム           | ショートフィルム |
| 2008   | Bloom                                                                   | ダグ                       | ショートフィルム |
| 2011   | トロフィー・キッズ Trophy Kids                                          | マックス・ウルフォウィッツ | 日本未公開       |
| 2011   | シロニア Sironia                                                        | メイソン・ジョーンズ       | 日本未公開       |
| 2011   | ヘヴンリー Heavenly                                                     | オーウェン                 | 日本未公開       |
| 2011   | Driving by Braille                                                      | クサンダー・ウェスト       | 日本未公開       |
| 2012   | 処刑病棟 I Will Follow You Into the Dark                                | アダム・ハント             |                  |
| 2013   | ラッキー・ゼム Lucky Them                                               | ルーカス・ストーン         | 日本未公開       |
| 2013   | ラブストーリーズ エリナーの愛情 The Disappearance of Eleanor Rigby: Her | クラブの男                 |                  |
| 2013   | ビサイド・スティル・ウォーターズ Beside Still Waters                    | ダニエル                   |                  |
| 2014   | タイラー・ペリー/シングル・マムズ・クラブ The Single Moms Club          | ピーター                   |                  |
| 2014   | ラブストーリーズ コナーの涙 The Disappearance of Eleanor Rigby: Them    | クラブの男                 |                  |
| 2015   | バトル・スカーズ Battle Scars                                           | ニッキー・スティーヴンス   | 日本未公開       |
| 2015   | パパが遺した物語 Fathers & Daughters                                    | ジョン                     |                  |
| 2016   | ラブソングに乾杯 Lovesong                                               | リーフ                     |                  |
| 2017   | ウェディング・ゲスト Literally, Right Before Aaron                      | N/A                        | 監督・製作・脚本 |
| 2018   | ブラック・クランズマン BlacKkKlansman                                   | ウォルター・ブリーチウェイ |                  |
| 2020   | 17歳の瞳に映る世界 Never Rarely Sometimes Always                        | テッド                     |                  |

### テレビシリーズ
| 放映年     | 邦題 原題                                                     | 役名                                        | 備考                             |
| ---------- | ------------------------------------------------------------- | ------------------------------------------- | -------------------------------- |
| 2006       | Related                                                       | ロイド                                      | 1エピソード出演 ※デビュー作      |
| 2006       | ブラザーズ&シスターズ Brothers & Sisters                      | ランディ・スチュワート                      | 第1シーズン第4話「家族の肖像」   |
| 2006       | ヴェロニカ・マーズ Veronica Mars                              | チャーリー・ストーン                        | 第3シーズン第4話「家族のきずな」 |
| 2007       | ザ・ヤング・アンド・ザ・レストレス The Young and the Restless | バリスタ                                    | 3エピソード出演                  |
| 2007       | Out of Jimmy's Head                                           | マイク                                      | 5エピソード出演                  |
| 2007, 2008 | アントラージュ★オレたちのハリウッド Entourage                 | ライアン・エッゴールド、他                  | 異なる役柄で3エピソード出演      |
| 2008       | ダート Dirt                                                   | ファーバー・カウフマン                      | 7エピソード出演                  |
| 2008-2016  | 新ビバリーヒルズ青春白書 90210                                | ライアン・マシューズ                        | 準レギュラーで68エピソード出演   |
| 2012       | デイブレイク 〜世界が終わったその先で〜 Daybreak              | ベン・ウィルキンス                          | 5エピソード出演                  |
| 2013-2018  | THE BLACKLIST/ブラックリスト The Blacklist                    | トム・キーン                                | レギュラーで88エピソード出演     |
| 2015       | Sons of Liberty                                               | ジョセフ・ウォーレン                        | ミニシリーズ、3エピソード出演    |
| 2017       | ブラックリスト リデンプション The Blacklist: Redemption       | トム・キーン / クリストファー・ハーグレイヴ | レギュラーで8エピソード出演      |
| 2018-      | ニュー・アムステルダム 医師たちのカルテ New Amsterdam         | マックス・グッドウィン                      | 主役で89エピソード出演           |